# Antoine de La Grange d'Arquien
Pour les articles homonymes, voir La Grange et Arquien.
Antoine de La Grange d'Arquien (vers 1560 - 9 mai 1626), ou Antoine de La Grange d'Arquian, gouverneur du Berry, marquis, seigneur d'Arquien, fils de Charles de La Grange, seigneur de Montigny et de Louise de Rochechouart. Entre autres personnes renommées de la famille se trouvent son frère aîné François de La Grange, maréchal de France, et sa petite-fille Marie-Casimire-Louise de La Grange d'Arquien, épouse du roi de Pologne Jean III Sobieski. Lieutenant-colonel du régiment des gardes-françaises et capitaine des gardes de la Porte, pendant les guerres de la Ligue, il sert fidèlement les rois Henri III et Henri IV, qui le nomme lieutenant au gouvernement de la ville et citadelle de Metz. Il commande également comme gouverneur les villes de Calais, Sancerre et Gien.

## Biographie
Il se marie successivement avec  :
1. Marie de Cambrai, dame de Soulangis, fille de Jean de Cambrai, seigneur de Villemenard et Geneviève Le Maréchal ;
2. Louise de La Châtre, fille de Claude de La Châtre, ancien adversaire de son gendre[3], baron de la Maisonfort, maréchal de France et de Jeanne Chabot-Jarnac ;
3. Anne d'Ancienville, dame de Prie, fille de Louis d'Ancienville, baron de Reveillon, vicomte de Souilly, et de Françoise de la Platière, dame de Bordes et baronne d'Espoisses : d'où Henri-Albert, père de la reine Marie-Casimire.

La construction de l'actuel château de Lagrange-Montalivet, à Saint-Bouize, lui serait attribuée, ou à Louis de Buffévent, dit Louis de la Grange-Chaumont, gentilhomme ordinaire de la Chambre du roi en 1585, qui avaient acquis l'un et l'autre une portion de la seigneurie de La Grange en 1578.

## Contre la Ligue
En compagnie de son frère François de La Grange il sert fidèlement les royalistes pendant les guerres de la Ligue.

### Sous Henri III
Il est actif dans tout le Berry et ses environs avec son frère, son mérite est reconnu dans des lettres de Malicorne notamment pour la sauvegarde la ville de Sancerre et en 1590 de La Roche-Posay. Le roi reconnait sa loyauté en le promouvant lieutenant-colonel du régiment des gardes françaises.

### Sous Henri IV
Alors lieutenant-colonel il commande, de 1601 à 1605, le régiment des Gardes françaises en intérim du mestre de camp le chevalier de Crillon, qui passa ses quatre années dans ses terres.
 
Le nom d'Antoine de La Grange d'Arquien est noté dans plusieurs lettres d'Henri IV. Lors du déplacement du roi dans la ville de Metz en 1603 pour rétablir son autorité, contestée par la mise en place comme gouverneurs de Roger de Comminges de Saubole et du duc d'Épernon, il écrit une missive le 31 mars 1603 sur le but de son voyage : remplacer ces derniers par Antoine de La Grange d'Arquien et son frère aîné le Marquis de Montigny. 
En 1604 d'Arquien rassure le roi sur la situation de Metz ce qu'écrit Henri IV à son cousin dÉspernon le 12 septembre 1604, le roi envoie également une missive le 4 juillet 1606 aux échevins de Metz en citant d'Arquien.

## Après la Ligue
En 1610, après l'assassinat d'Henri IV, il succède à Dominique de Vic comme gouverneur de la ville de Calais où naîtra Henri Albert de La Grange d'Arquien, père de la reine de Pologne Marie Casimire Louise de La Grange d'Arquien.

## Armoiries
Antoine crée la branche d'Arquien et brise ses armes D'azur, à trois ranchiers d'or en reprenant les armes de Guytois en cœur de sable à trois mufles de lion.

## Arbre généalogique simplifié
|  |  |  |  |  |  |  |  |  |  |  |  |  |  |  |  |  |  |  |  |  |  | Charles de La Grange | Charles de La Grange | Charles de La Grange | Charles de La Grange | Charles de La Grange | Charles de La Grange |                       |                       |                       |                       |                       |                       |  |  |                                              |                                |                                |                                | Louise de Rochechouart         | Louise de Rochechouart         | Louise de Rochechouart | Louise de Rochechouart | Louise de Rochechouart | Louise de Rochechouart |  |  |  |  |  |  |  |  |  |  |  |  |  |  |  |  |  |  |  |  |  |  |  |  |  |  |
|  |  |  |  |  |  |  |  |  |  |  |  |  |  |  |  |  |  |  |  |  |  | Charles de La Grange | Charles de La Grange | Charles de La Grange | Charles de La Grange | Charles de La Grange | Charles de La Grange |                       |                       |                       |                       |                       |                       |  |  |                                              |                                |                                |                                | Louise de Rochechouart         | Louise de Rochechouart         | Louise de Rochechouart | Louise de Rochechouart | Louise de Rochechouart | Louise de Rochechouart |  |  |  |  |  |  |  |  |  |  |  |  |  |  |  |  |  |  |  |  |  |  |  |  |  |  |
|  |  |  |  |  |  |  |  |  |  |  |  |  |  |  |  |  |  |  |  |  |  |                      |                      |                      |                      |                      |                      |                       |                       |                       |                       |                       |                       |  |  |                                              |                                |                                |                                |                                |                                |                        |                        |                        |                        |  |  |  |  |  |  |  |  |  |  |  |  |  |  |  |  |  |  |  |  |  |  |  |  |  |  |
|  |  |  |  |  |  |  |  |  |  |  |  |  |  |  |  |  |  |  |  |  |  |                      |                      |                      |                      |                      |                      | François de La Grange | François de La Grange | François de La Grange | François de La Grange | François de La Grange | François de La Grange |  |  | Antoine de La Grange d'Arquien               | Antoine de La Grange d'Arquien | Antoine de La Grange d'Arquien | Antoine de La Grange d'Arquien | Antoine de La Grange d'Arquien | Antoine de La Grange d'Arquien |                        |                        |                        |                        |  |  |  |  |  |  |  |  |  |  |  |  |  |  |  |  |  |  |  |  |  |  |  |  |  |  |
|  |  |  |  |  |  |  |  |  |  |  |  |  |  |  |  |  |  |  |  |  |  |                      |                      |                      |                      |                      |                      | François de La Grange | François de La Grange | François de La Grange | François de La Grange | François de La Grange | François de La Grange |  |  | Antoine de La Grange d'Arquien               | Antoine de La Grange d'Arquien | Antoine de La Grange d'Arquien | Antoine de La Grange d'Arquien | Antoine de La Grange d'Arquien | Antoine de La Grange d'Arquien |                        |                        |                        |                        |  |  |  |  |  |  |  |  |  |  |  |  |  |  |  |  |  |  |  |  |  |  |  |  |  |  |
|  |  |  |  |  |  |  |  |  |  |  |  |  |  |  |  |  |  |  |  |  |  |                      |                      |                      |                      |                      |                      |                       |                       |                       |                       |                       |                       |  |  | Henri Albert de La Grange d'Arquien          |                                |                                |                                |                                |                                |                        |                        |                        |                        |  |  |  |  |  |  |  |  |  |  |  |  |  |  |  |  |  |  |  |  |  |  |  |  |  |  |
|  |  |  |  |  |  |  |  |  |  |  |  |  |  |  |  |  |  |  |  |  |  |                      |                      |                      |                      |                      |                      |                       |                       |                       |                       |                       |                       |  |  |                                              |                                |                                |                                |                                |                                |                        |                        |                        |                        |  |  |  |  |  |  |  |  |  |  |  |  |  |  |  |  |  |  |  |  |  |  |  |  |  |  |
|  |  |  |  |  |  |  |  |  |  |  |  |  |  |  |  |  |  |  |  |  |  |                      |                      |                      |                      |                      |                      |                       |                       |                       |                       |                       |                       |  |  | Marie Casimire Louise de La Grange d'Arquien |                                |                                |                                |                                |                                |                        |                        |                        |                        |  |  |  |  |  |  |  |  |  |  |  |  |  |  |  |  |  |  |  |  |  |  |  |  |  |  |